# Rajd Elektreny 2019
5. Rajd Elektreny (5. Rally Elektrėnai) – 5 edycja Rajdu Elektreny. To rajd samochodowy, który był rozgrywany od 12 do 13 lipca 2019 roku. Bazą rajdu było miasto na Litwie – Elektrėnai. Była to czwarta runda rajdowych samochodowych mistrzostw Polski w roku 2019 i zarazem czwarta runda Rajdowych Mistrzostwa Litwy w roku 2019. W sezonie 2019 w RSMP był to rajd drugiej kategorii (tzw. jednoetapowy), gdzie punktacja będzie następująca od 25 punktów za zwycięstwo i oddzielne punkty za odcinek Power Stage. 

## Lista zgłoszeń[1]
Poniższa lista spośród 55 zgłoszonych zawodników obejmuje tylko zawodników startujących w najwyższej klasie 2 samochodami grupy R5 i wybranych zawodników startujących w klasie Open N.
| Nr. | Zespół                        | Kierowca            | Pilot                   | Samochód               | Klasa    | Klasyfikacja |
| --- | ----------------------------- | ------------------- | ----------------------- | ---------------------- | -------- | ------------ |
| 1   | Agrorodeo                     | Vaidotas Žala       | Andris Mālnieks         | Škoda Fabia R5         | 2, LARČ1 | Lithuania    |
| 2   | Škoda Polska Motorsport       | Mikołaj Marczyk     | Szymon Gospodarczyk     | Škoda Fabia R5         | 2        | Poland       |
| 3   | Juta KSK                      | Vytautas Švedas     | Žilvinas Sakalauskas    | Volkswagen Polo GTI R5 | LARČ1    | Lithuania    |
| 4   | Tiger Energy Drink Rally Team | Tomasz Kasperczyk   | Damian Syty             | Ford Fiesta R5         | 2        | Poland       |
| 6   | Kacper Wróblewski             | Kacper Wróblewski   | Jacek Spentany          | Hyundai i20 R5         | 2        | Poland       |
| 8   | Łukasz Byśkiniewicz           | Łukasz Byśkiniewicz | Zbigniew Cieślar        | Hyundai i20 R5         | 2        | Poland       |
| 10  | BTH Import Stal Rally Team    | Łukasz Kotarba      | Tomasz Kotarba          | Citroën C3 R5          | 2        | Poland       |
| 11  | ERK Rally                     | Robert Kocik        | Grzegorz Rybak-Ostojski | Ford Fiesta R5         | LARČ1    | Lithuania    |
| 12  | Rallytechnology               | Daniel Chwist       | Kamil Heller            | Hyundai i20 R5         | 2        | Poland       |
| 15  | Jarosław Kołtun               | Jarosław Kołtun     | Ireneusz Pleskot        | Ford Fiesta R5         | 2        | Poland       |
| 16  | Rallytechnology               | Sylwester Płachytka | Jacek Nowaczewski       | Ford Fiesta R5         | 2        | Poland       |
| 18  | Maciej Lubiak                 | Maciej Lubiak       | Tomasz Borko            | Hyundai i20 R5         | 2        | Poland       |

## Zwycięzcy odcinków specjalnych
| Dzień    | Numer odcinka                 | Nazwa odcinka | Długość           | Zwycięzca odcinka        | Samochód | Czas            | Lider rajdu |
| -------- | ----------------------------- | ------------- | ----------------- | ------------------------ | -------- | --------------- | ----------- |
| 12 lipca |                               |               |                   |                          |          |                 |             |
| OS1      | Elektrėnų Mero Taurė 1        | 1,07 km       | Mikołaj Marczyk   | Škoda Fabia R5           | 49.9     | Mikołaj Marczyk |             |
| OS2      | Elektrėnų Mero Taurė 2        | 1,07 km       | Tomasz Kasperczyk | Ford Fiesta R5           | 50.2     | Mikołaj Marczyk |             |
| 13 lipca |                               |               |                   |                          |          |                 |             |
| OS3      | Alburnus & Co 1               | 6,50 km       | Vaidotas Žala     | Škoda Fabia R5           | 3:54.6   | Vaidotas Žala   |             |
| OS4      | Samsonas Suspensions 1        | 14,81 km      | Vaidotas Žala     | Škoda Fabia R5           | 7:39.5   | Vaidotas Žala   |             |
| OS5      | Alburnus & Co 2               | 6,50 km       | Vaidotas Žala     | Škoda Fabia R5           | 3:58.0   | Vaidotas Žala   |             |
| OS6      | Samsonas Suspensions 2        | 14,81 km      | Vaidotas Žala     | Škoda Fabia R5           | 7:35.7   | Vaidotas Žala   |             |
| OS7      | Bags & More 1                 | 5,07 km       | Vaidotas Žala     | Škoda Fabia R5           | 2:49.5   | Vaidotas Žala   |             |
| OS8      | Autoglass Service 1           | 6,80 km       | Vaidotas Žala     | Škoda Fabia R5           | 3:30.7   | Vaidotas Žala   |             |
| OS9      | Bags & More 2                 | 5,07 km       | Vaidotas Žala     | Škoda Fabia R5           | 2:49.7   | Vaidotas Žala   |             |
| OS10     | Autoglass Service 2           | 6,80 km       | Vaidotas Žala     | Škoda Fabia R5           | 3:30.8   | Vaidotas Žala   |             |
| OS11     | Kroon-Oil 1                   | 5,50 km       | Vaidotas Žala     | Škoda Fabia R5           | 2:49.2   | Vaidotas Žala   |             |
| OS12     | Dynami:T Energy 1             | 6,92 km       | Vaidotas Žala     | Škoda Fabia R5           | 3:35.7   | Vaidotas Žala   |             |
| OS13     | Čapkauskas Turbinų Taisymas 1 | 4,38 km       | Mikołaj Marczyk   | Škoda Fabia R5           | 2:05.9   | Vaidotas Žala   |             |
| OS14     | Kroon-Oil 12                  | 5,50 km       | Vaidotas Žala     | Škoda Fabia R5           | 2:48.0   | Vaidotas Žala   |             |
| OS15     | Dynami:T Energy 2             | 6,92 km       | Vaidotas Žala     | Škoda Fabia R5           | 3:36.5   | Vaidotas Žala   |             |
| OS16     | Čapkauskas Turbinų Taisymas 2 | 4,38 km       | Giedrius Notkus   | Mitsubishi Lancer Evo IX | 2:03.6   | Vaidotas Žala   |             |

### Power Stage – OS16[2]
| Miejsce | Kierowca            | Pilot               | Samochód       | Czas/strata | Punkty |
| ------- | ------------------- | ------------------- | -------------- | ----------- | ------ |
| 1       | Mikołaj Marczyk     | Szymon Gospodarczyk | Škoda Fabia R5 | 2:03.7      | 5      |
| 2       | Łukasz Byśkiniewicz | Zbigniew Cieślar    | Hyundai i20 R5 | +1.8        | 4      |
| 3       | Jarosław Kołtun     | Ireneusz Pleskot    | Ford Fiesta R5 | +3.1        | 3      |
| 4       | Tomasz Kasperczyk   | Damian Syty         | Ford Fiesta R5 | +3.3        | 2      |
| 5       | Łukasz Kotarba      | Tomasz Kotarba      | Citroën C3 R5  | +3.4        | 1      |

## Wyniki końcowe rajdu[3]
W klasyfikacji generalnej w RSMP dodatkowe punkty przyznawane są za odcinek Power Stage.
| Miejsce | RSMP | Kierowca               | Pilot                | Samochód                          | Czas      | Strata  | Grupa Klasa  | Punkty |
| ------- | ---- | ---------------------- | -------------------- | --------------------------------- | --------- | ------- | ------------ | ------ |
| 1       |      | Vaidotas Žala          | Andris Mālnieks      | Škoda Fabia R5                    | 55:30.1   | -       | 4WD LARČ1    | *      |
| 2       | 1    | Mikołaj Marczyk        | Szymon Gospodarczyk  | Škoda Fabia R5                    | 55:31.0   | +0.9    | 4WD 2        | 25+5   |
| 3       | 2    | Tomasz Kasperczyk      | Damian Syty          | Ford Fiesta R5                    | 55:46.0   | +15.9   | 4WD 2        | 18+2   |
| 4       | 3    | Jarosław Kołtun        | Ireneusz Pleskot     | Ford Fiesta R5                    | 56:09.4   | +39.3   | 4WD 2        | 15+3   |
| 5       |      | Giedrius Notkus        | Dalius Strižanas     | Mitsubishi Lancer Evo IX          | 56:17.6   | +47.5   | 4WD LARČ3    | *      |
| 6       |      | Jānis Vorobjovs        | Ivo Pūķis            | Mitsubishi Mirage RS Proto Evo II | 57:07.2   | +1:37.1 | 4WD LARČ3    | *      |
| 7       | 4    | Łukasz Kotarba         | Tomasz Kotarba       | Citroën C3 R5                     | 57:18.8   | +1:48.7 | 4WD 2        | 12+1   |
| 8       | 5    | Łukasz Byśkiniewicz    | Zbigniew Cieślar     | Hyundai i20 R5                    | 57:33.0   | +2:02.9 | 4WD 2        | 10+4   |
| 9       | 6    | Maciej Lubiak          | Tomasz Borko         | Hyundai i20 R5                    | 57:56.1   | +2:26.0 | 4WD 2        | 8      |
| 10      | 7    | Sylwester Płachytka    | Jacek Nowaczewski    | Ford Fiesta R5                    | 58:36.3   | +3:06.2 | 4WD 2        | 6      |
| 11      | 8    | Robert Kocik           | Sebastian Wach       | Ford Fiesta R5                    | 59:58.7   | +4:28.6 | 4WD          | 4      |
| 12      |      | Jakub Greguła          | Grzegorz Dachowski   | Subaru Impreza STi N15            | 1:00:01.5 | +4:31.4 | 4WD LARČ2    | *      |
| 13      |      | Justas Tamašauskas     | Vaidas Šmigelskas    | BMW M3 E46 Compact                | 1:00:15.2 | +4:45.1 | 2WD LARČ5    | *      |
| 14      |      | Eugenijus Sladkevičius | Gediminas Saudargas  | Mitsubishi Mirage RS Proto Evo II | 1:00:58.2 | +5:28.1 | 4WD LARČ3    | *      |
| 15      | 9    | Łukasz Kabaciński      | Michał Kuśnierz      | Ford Fiesta Proto                 | 1:01:03.7 | +5:33.6 | 4WD Open 4WD | 2      |
| 16      |      | Alexander Gorelov      | Igor Skuridin        | Mitsubishi Lancer Evo X           | 1:01:08.7 | +5:38.6 | 4WD LARČ2    | *      |
| 17      |      | Nerijus Anužis         | Ernest Miskialovic   | Mitsubishi Lancer Evo X           | 1:02:16.6 | +6:46.5 | 4WD LARČ3    | *      |
| 18      |      | Evaldas Joteika        | Arturas Šabanavičius | Volkswagen Polo GTi               | 1:02:50.0 | +7:19.9 | 2WD LARČ4    | *      |
| 19      |      | Gediminas Maškauskas   | Stasys Tarailė       | Mitsubishi Lancer Evo IX          | 1:03:22.3 | +7:52.2 | 4WD LARČ2    | *      |
| 20      | 10   | Marek Nowak            | Adam Grzelka         | Mitsubishi Lancer Evo IX R4       | 1:04:06.0 | +8:35.9 | 4WD Open 4WD | 1      |

1. 1 2 3 4 5 6 7 8 9 10  Nieliczony w klasyfikacji RSMP

## Wyniki po 4 rundach RSMP
Kierowcy
| Msc. | Kierowca            | Punkty |
| ---- | ------------------- | ------ |
| 1    | Mikołaj Marczyk     | 110    |
| 2    | Tomasz Kasperczyk   | 97     |
| 3    | Łukasz Habaj        | 55     |
| 4    | Łukasz Byśkiniewicz | 42     |
| 5    | Marcin Słobodzian   | 41     |